# Борних
Борних (нем. Bornich) — община в Германии, в земле Рейнланд-Пфальц. 
Входит в состав района Рейн-Лан. Подчиняется управлению Лорелай.  Население составляет 1032 человека (на 31 декабря 2010 года). Занимает площадь 12,00 км².